# Hypocacculus virens
Hypocacculus virens är en skalbaggsart som beskrevs av Rolf Martin Theodor Dahlgren 1973. Hypocacculus virens ingår i släktet Hypocacculus och familjen stumpbaggar. Inga underarter finns listade i Catalogue of Life.